# Бассано-ін-Теверина
Бассано-ін-Теверина (італ. Bassano in Teverina) — муніципалітет в Італії, у регіоні Лаціо,  провінція Вітербо.
Бассано-ін-Теверина розташоване на відстані близько 70 км на північ від Рима, 18 км на схід від Вітербо.
Населення — 1338 осіб (2014).
Щорічний фестиваль відбувається 27 вересня. Покровитель — Santi Fidenzio e Terenzio.

## Демографія
Населення за роками:

Станом на 1 січня 2023 року в муніципалітеті офіційно проживало 139 іноземців з 19 країн, серед них 81 громадянин країн Євросоюзу та 7 громадян України.

## Сусідні муніципалітети
- Аттільяно
- Бомарцо
- Джове
- Орте
- Соріано-нель-Чиміно
- Вазанелло